# Inbee Park
Inbee Park, född 12 juli 1988 i Seoul, är en sydkoreansk golfspelare.
Park tog OS-guld i golf i samband med de olympiska golftävlingarna 2016 i Rio de Janeiro..